# マフィア

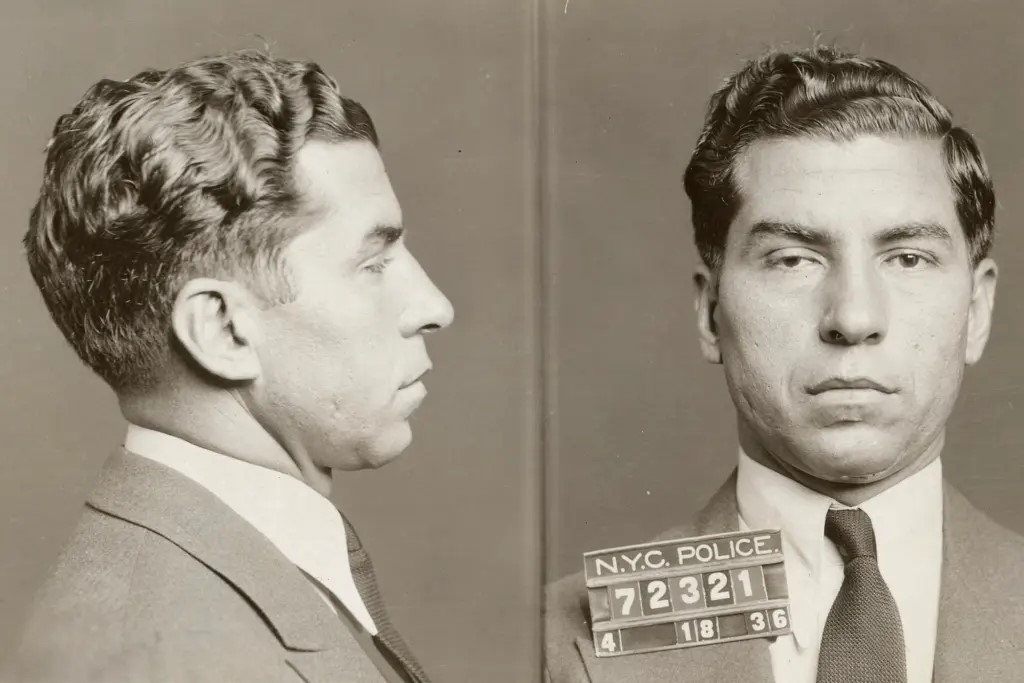
ラッキー・ルチアーノのマグショット。ニューヨーク市警察に逮捕された際のもの

マフィア（伊：Mafia）は、イタリアのシチリア島を起源とする組織犯罪集団である。19世紀から恐喝や暴力により勢力を拡大し、1992年段階では186グループ（マフィアのグループは「ファミリー」と呼ばれる）・約4,000人の構成員がいる。
マフィアはイタリア国内ではナポリを拠点にするカモッラ、カラブリア州を拠点とするヌドランゲタ、プッリャ州を拠点とするサークラ・コローナ・ウニータとは区別されており、四大犯罪組織と称されている（#イタリアの犯罪組織節を参照）。
マフィアの一部は19世紀末より20世紀初頭にアメリカ合衆国に移民し、ニューヨーク、シカゴ、ロサンゼルス、サンフランシスコなど大都市部を中心に勢力を拡大した。1992年段階でアメリカ全土には27ファミリー・2,000人の構成員がおり、ニューヨークを拠点とするものはコーサ・ノストラと、シカゴを拠点とするものはシカゴ・アウトフィットとも呼ぶ。現在マフィアの多くは衰退し、シカゴ・アウトフィットのみが勢力を維持しているとみられている。
組織犯罪集団の代名詞的存在であるため、他民族もしくは他地域の犯罪組織も「マフィア」と呼ばれることがある（#「本家」以外の「マフィア」節を参照）。また、市場における匿名の投機筋を「金融マフィア」などと呼ぶなど比喩的に使用される場合もある。またマスメディアにおいて、メンバーシップが限定的で排他的かつ強力な団結力を持つ組織を「〜マフィア」と形容することがある。軍隊においては軍政などにおける特定の派閥を「〜マフィア」と通称することがある。（例、戦闘機マフィア (Fighter Mafia) 等）
結社の自由が犯罪組織には当たらないので、イタリアでは組織の構成員になっただけで罪になる。
親子分・兄弟分の契りを交わす儀式があるなど、風習もよく似た類似組織が日本の暴力団・ヤクザである。

## 歴史

### 発祥
シチリアの住民たちは、それまでの数世紀にわたるアラブ人やフランス人、スペイン人といった外国人支配者による政治的な圧迫から、住民同士での互助組織を通じてその時々の外国人支配者に対して抵抗していた。マフィアの構成員に服従と沈黙を厳しく命じる血の掟（オメルタ）の発祥は、外国人支配者に同胞を売り渡さない（密告しない）というシチリア人の気質によるという。外国人支配の記憶からシチリア人には統治者への強い不信感が培われた。
マフィアの起源は、シチリアのガベロットと呼ばれる農村ブルジョアジーに求める説が有力である。ガベロットは大地主と農民（小作人）の中間に位置する存在である。ガベロットは大地主から農地を借り受け、農民に又貸しした。ガベロットは暴力・脅迫など合法的とは言い難い方法で農民を搾取した。ガベロットに逆らった農民は見せしめとして殺された。ガベロットは自分たちの意向に背いた大地主も同様に脅迫したが、ガベロットによって山賊の襲撃から農地を守ってくれるという利点があったので、大地主はガベロットを上手く利用した。ガベロットはシチリアで強大な権限を保持し、農民に対する生殺与奪の権はガベロットが握っていた。
社会学者のスクルティ（Cammareri Scurti Sebastiano）はマフィアの起源を次のように説明している。
近代は両シチリア王国（ナポリに首都を置くブルボン朝）がシチリアを統治したが、シチリア人にとってはナポリ政府も外来の存在だった。1848年にシチリアはナポリ政府からの独立を宣言したが、ナポリ政府によって再併合された。

### 19世紀
1860年、サルデーニャ王国にシチリア島が統合されたことが、歴史の変換点となった。サルデーニャ王国宰相のカミッロ・カヴールは、発展が立ち遅れていて新国家成立後に必ず負担になる南イタリア及びシチリア島（どちらも両シチリア王国の領土）を、イタリア統一に含める方針は無かった（歴史家のマックス・ガロは両シチリア王国を、当時のイタリアの壊疽した部分と呼んだ）。しかしジュゼッペ・ガリバルディの千人隊の遠征により状況が変わってしまう。千人隊の遠征はカヴールにとっては悪夢だった。
統一イタリア王国はシチリアの修道院の土地を国有化し、それを売却して国家財源に充てた。ガベロット（マフィア）は暴力や脅迫と言った法外なやり方で、売却されたそれらの土地を安く買い占めた。
統一イタリア王国の成立前後にブリガンテ（イタリア語表記ではBrigante）が活動を活発化させた。日本語では「山賊」「匪賊」と訳されるが定訳はない。彼らは山賊行為（略奪・放火・誘拐・その他テロ活動など）を行ったが、両シチリア王国を統治していたブルボン朝の再興を旗印に掲げるなど、反リソルジメント（北イタリアの侵略に対する抵抗）という政治的色彩も帯びていた（→イタリア統一運動#ブリガンテの取り締まり参照）。治安当局はマフィアにブリガンテの殺害を依頼した。その動機は「マフィアとブリガンテが潰しあえば、いずれの反社会勢力も弱体化し、警察の威信を示すことが出来る」という安易なものだった。これによってマフィアと治安当局との癒着が進み、ある検察長官は、マフィアと関係を持っていたパレルモ警察署長を告発したが、検察長官の方が辞任に追い込まれた。
マフィアは暴力と脅迫を用いた不正投票にも積極的に関与し、政界とも癒着した。

### 20世紀：戦前
経済発展が立ち遅れていた南イタリア及びシチリアの、北イタリアに対する経済格差（いわゆる南部問題）は大きかった。小作農の苦しみは深刻さを増し、移民する以外にないところまで追い詰められた。また、マフィアの一部はイタリア人のアメリカ大陸への移民が増えるにつれて、アメリカ大陸においても同様の犯罪結社を作り定着した。イタリア系アメリカ人は、18世紀から19世紀前半までにアメリカに渡り定着したイングランド人やドイツ人などプロテスタント移民に大きく遅れ、19世紀末から20世紀初頭になってようやくアメリカへ入ってきた後発移民集団であった。彼らはアメリカ社会の底辺に置かれたことから、同郷出身者同士の協力関係を築くようになる。アメリカマフィアは、本来イタリア系移民の中で結ばれたこうした相互扶助の形式から発達したとされる。
ベニート・ムッソリーニはマフィアの徹底的な取り締まりを行った。ムッソリーニは、マフィア撲滅のためチェーザレ・モーリをシチリアの知事に任命した。モーリには白紙委任に等しい強大な権力が与えられ、合法的とは言い難い強権的な手法でマフィア構成員を次々と検挙していった。しかしモーリが強大な権力を手にし続けることで自分の政権の転覆に繋がることを恐れたムッソリーニは、マフィア取締の功労と言ってモーリに上院議員の地位を与え、知事の地位を剥奪した。
（日本の任侠のように）シチリア住民はマフィアを好意的に捉え英雄視する住民感情が存在した。モーリは自治体による啓蒙活動を通して、住民がマフィアを悪と認識するよう矯正させようとしたが、こちらは大きな成果を挙げることはなかった。
ファシスト党政権下で作成された『イタリア百科辞典』で、マフィアは過去に存在したが現在は存在しないものとされた。自分の手を汚さない上級マフィアは罪状がなく検挙を免れたが、イタリアの敗戦でファシスト政権が崩壊すると、再びマフィアは活動を活発化させた。
- ベニート・ムッソリーニ
- チェーザレ・モーリ

### 20世紀：第二次世界大戦中
ムッソリーニとモーリのマフィア取締で一時的に衰退したマフィアは、第二次世界大戦中にドイツのスパイ工作に対抗するアンダーワールド作戦や、第二次世界大戦への1941年のアメリカ参戦により転機が訪れる。波止場はマフィア組織の支配下となっていたので、東西海岸一帯の埠頭や繁華街での日本やドイツ、イタリアの諜報活動に対するために、アメリカ海軍はマフィア組織との協力が必要だった。
マフィアのラッキー・ルチアーノは、特にドイツやイタリアの東海岸一帯における陰謀を利用して、アメリカ市民の不安をあおれば刑務所から出られると考え、アメリカ海軍に協力し、特に東海岸やメキシコ湾一帯の波止場でのスパイ監視活動やシチリア上陸作戦の情報提供を指示する。マイヤー・ランスキーらを刑務所に呼び、波止場における自分たちの支配力を行使するよう命じた。
1943年にアメリカ軍を含む連合軍がイタリアのシチリア上陸計画（その後「ハスキー作戦」と呼ばれることになる）を計画した際には、ジョー・ランザからの推薦もあり、チャールズ・ハッフェンデン（Charles Haffenden）海軍少佐が刑務所にいるラッキー・ルチアーノに協力を要請した。なお「ハスキー作戦」が実行された7月10日以降にシチリア南岸に上陸したジョージ・パットン率いるアメリカ軍が、上陸後わずか7日でパレルモに進撃した事件が有名である。

### 20世紀：戦後
1957年11月14日、幹部がニューヨーク州アパラチンに集合した際（アパラチン会議）、FBIによる大量検挙で初めてマフィアは世に知られる存在となった。
1960年代、パレルモの虐殺。1963年6月30日、en:Ciaculli massacre。
1980年代、第2次マフィア戦争。イタリアとバチカン、南アメリカとアメリカでのロッジP2事件。
1992年に、マフィアに対する捜査を率いて国民的人気を得ていたジョヴァンニ・ファルコーネ判事が、シチリア島のパレルモを車で移動中にサルヴァトーレ・リイナ指揮下のマフィアによって高速道路に仕掛けられた爆弾によって暗殺されたことで、その後イタリア政府がマフィアに対する取り締まりが強化したこともあり、近年では殺人などの凶悪犯罪は減ってきているとされる。

### 21世紀
2011年1月20日未明、FBIはニューヨーク周辺にてコーサ・ノストラの大量摘発を行い、127人のメンバーを逮捕した。
2016年には、マフィアの経済状況は建築詐欺を行わなければ組織を維持出来なくなり、耐震偽装を行ない組織を維持している。その為、過去のマフィアとは違う意味での犯罪者集団にもマフィアという言葉が当てはめられている。

### 日本におけるマフィア
戦後間もない時期に、アメリカ領フィリピンのマニラの賭博師だったテッド・ルーインやシカゴのチェーソン・リー（中国系でアル・カポネの子分）が、連合国占領下の東京に進出。テッド・ルーインは銀座に「マンダリン」という店を出して闇賭博場を開いたことがあるとされる。ルーイン一派は帝国ホテルダイヤ強奪事件などの犯罪を引き起こして最後は日本を離れる結果となるが、エリザベス・サンダースホームに寄付などもしている。

## 語源
マフィアの語源には諸説あり定説は無い。アラビア語で採石場を意味するマーハ（mafie）、空威張りを意味するマヒアス（Mā Hias）から来たというものである。シチリアは9世紀から11世紀までイスラム教徒のアラビア人が支配しており、支配に反抗した者や犯罪者がしばしば採石場に逃げ込んだという。またイタリアの国語辞典には“シチリア方言で「乱暴な態度」から”と記述がある。
元々、マフィアという言葉は肯定的な意味で使用されていた言葉であり、「美しさ、優しさ、優雅さ、完璧さ、そして名誉ある男、勇気ある人、大胆な人」という意味で使用されていた。この意味での言葉が初めて公文書に使われたのは1656年パレルモでの異端尋問においてであり、異端とされた者のリストの中にこの言葉が使用されている。現在のような秘密結社、犯罪組織を意味する言葉として初めて使われたのは19世紀以降からであり、現代の意味でこの言葉が広く知られるようになったのは1862年に制作された喜劇「ヴィカーリア刑務所のマフィア構成員たち（I mafiusi de la Vicaria）」がパレルモのサンタンナ劇場で上演され大ヒットしイタリア各地で巡演されてからである。
また、公文書においては1865年、パレルモ知事であったフィリッポ・グァルティエリ伯爵が内務大臣に提出した文書において使用されたのが最初である。また、マフィアという名前は使用されていないが、マフィアを暗示する組織の存在が公文書に載ったのは1838年、トラパニ市の検事ピエトロ・ウッロワが司法大臣に宛てて書いた報告書が最初であるとされている。
また、シチリアの晩祷にまつわる以下の逸話がある。
「Morte alla Francia Italia anela!」（モルテ・アラ・フランチャ・イタリア・アネラ：フランス人に死を、これはイタリアの叫びだ!）
1282年3月30日、フランス王国占領下のシチリア島で地元の女性がフランス兵に暴行を受けた。これに怒った住民がフランス兵を殺害、抗議の声を上げた。世に言う「シチリアの晩鐘事件」である（シチリア晩祷戦争、1282年 - 1302年）。
このスローガンの略語が「MAFIA」でありマフィアの語源ともされるが、イタリア語として不自然で、後に創作された可能性が高い。

## 活動内容
主な活動内容は麻薬取引、殺人及び暗殺、密輸、密造、共謀、恐喝及び強要、みかじめ料（縄張り地域で営業する店舗から喝取する占有料）徴収、高利貸しなどの犯罪と、不動産業など合法的なものである。
「ワイズ・ガイ」（wiseguy）であるように、マフィアのメンバーは個人事業者であり、一つに限らずあらゆる商売をする。賭博のノミ行為、暴利金融、ポルノ・セックス関連、故物売買以外に、パートナーと言われる周旋業がある。商売をしたい、賭博をしたい人間と、彼らにサービスを提供できる人間を繋ぎ、その代わり共同経営者になったり手数料を貰ったりする仕事である。
売春と賭博は「名誉ある男」が行うビジネスではないとされており、ご法度とされている。イタリアの流通業界団体の報告書によればマフィアは年間約1300億ユーロ（約15兆8600億円）の売上高を上げているとの推計を発表している。

## 構成
ここでは、コーサ・ノストラ（イタリアのマフィアもほぼ同様）を例に解説する。

### 構成員

ファミリーの組織構造図

### 組織構成
マフィアの各組織はファミリーと呼ばれ、首領（ボスあるいはドン、カポとも言う）、アンダーボス（underboss…暴力団の若頭に相当）をトップとして、複数のカポ・レジーム（capo régime、幹部、カポあるいはキャプテンとも言う）の率いる二次組織（英語では"crew"と呼ばれることが多い）に各ソルジャー（構成員）は属しており、ピラミッド型の構成となっている。その他に、コンシリエーレ（consigliere、顧問）と呼ばれる役職がおかれているが、これは組織の中では重要なポストで、通常、カポ・レジームを通してしかボスやアンダーボスと接触できないソルジャーがカポ・レジームと問題を抱えた時に直接相談できる役職として設けられた。また、それぞれのソルジャーの配下には何名かのアソシエーテ（Associate、準構成員）がおり、その民族構成についてはイタリア系アメリカ人あるいはイタリア人以外の人物も含まれている。
（カポはマフィア（シチリア）の幹部の正式な呼び方である、また、ボスはギャング、ドンはカモッラ（ナポリ）の幹部の呼称。）
ゴッドファーザーにおいては組織は古代ローマ帝国の軍団組織ケントゥリア（百人隊、歩兵小隊）がモデルにされたと説明されている。
現在は複数のボスが運営しているファミリーをもあり、この組織体系は失われつつある。

### 「ファミリー」と「コミッション」
基本的には各都市に1ファミリーであるが、ニューヨークのみはメンバーの数が他の都市よりはるかに多いため、5つのファミリー（五大ファミリーと呼ばれる）に分かれている。シチリアを除くと全米に20以上のファミリーが存在しその他カナダ、ベネズエラ、オーストラリアにも存在している。
全ファミリーを統括するものとしてボスの集まりであるコミッション（commission、全国委員会などとも訳される）と呼ばれる組織があるが、必ずしも全国のファミリーが一堂に集まるわけではなく、五大ファミリーのボスだけが集まるものもコミッションと称している。また、シチリア・マフィアにもアメリカのものとは別に「シチリア・コミッション」が存在している。
現代ではファミリーのボスが一堂に会することはなく個別に会合を持っている。

### 血の掟
マフィアは、以前の日本のヤクザのように事務所を公然と構えるのではなく、徹底した秘密組織・非公然組織である。これはマフィアには構成員に服従と沈黙を厳しく命じる血の掟（オメルタ）が存在するためである。掟を破った時には、他の構成員に対する見せしめの為、凄惨な制裁がなされる。行方不明になり、のちに拷問を受けた痕のある惨殺体で発見される例が最も多い。
この掟と正式構成員が少人数である（ソルジャーから下の、山のようにいるアソシエーテ達は使い走りに過ぎない）ことが相まって、マフィアに対する犯罪捜査は困難である。近年はアメリカ当局もこれに対抗、FWPP（Federal Witness Protection Program 連邦証人保護プログラム）を適用して保護するなどの対策を採っている。

## 著名な人物

### シチリア・マフィア
- ヴィト・カッショ・フェロ：シチリア暗黒街の初代大ボス
- カロジェロ・ヴィッツィーニ：ヴィッラルバ村の村長でマフィア
- ジョゼッペ・ジェンコ・ルッソ：シチリアの大物マフィア
- サルヴァトーレ・グレコ：シチリアのマフィア
- ミケーレ・ナヴァーラ：コルレオーネ・マフィアのボス
- ルチアーノ・リッジョ：ナヴァーラを暗殺しコルレオーネのボスになった新興マフィア
- サルヴァトーレ・リイナ：リッジョ投獄後のコルレオーネのボス
- ベルナルド・プロベンツァーノ：リッジョ投獄後のコルレオーネのボス
- マッテオ・メッシーナ・デナーロ（英語版）：シチリアのコルレオーネ・マフィア
- レオルーカ・バガレッラ（英語版）：シチリアのコルレオーネ・マフィア
- ガエターノ・パダラメンティ（英語版）：シチリアのマフィア
- ステファノ・ボンターテ：パレルモのボンターテ一家のボス
- サルヴァトーレ・ロ・ピッコロ：シチリアのコルレオーネ・マフィア
- ドメニコ・ラックリア（英語版）：シチリアのコルレオーネ・マフィア
- ジュゼッペ・カロ：ポルタ・ヌオーヴァ・ファミリーのボス
- トンマーゾ・ブシェッタ：大物マフィアで後に政府に協力する
- ミケーレ・グレコ：法王と呼ばれたボス

### アメリカマフィア

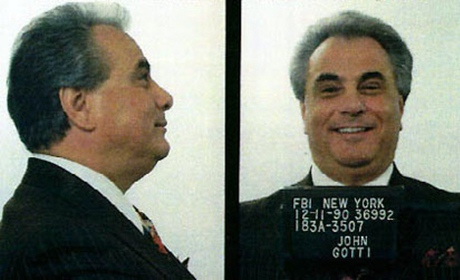
ジョン・ゴッティ。FBIニューヨーク支局に逮捕された際のマグショット

- アル・カポネ：禁酒法時代を代表するシカゴのボス。ナポリ系。シチリア島出身ではないので、正確にはシチリアン・マフィアではない。
- サム・ジアンカーナ：シカゴマフィアのボス。シチリア系。ケネディとの関係も伝えられた。
- サルヴァトーレ・マランツァーノ：禁酒法時代のマフィアボス。シチリア系。ニューヨークのギャング勢力を五大ファミリーに整理した。
- ジョゼフ・ボナンノ：マランツァーノの後継者でボナンノ一家ボス。シチリア系。
- ジョー・マッセリア：禁酒法時代のマフィアボス。シチリア系。マランツァーノと戦った。
- ラッキー・ルチアーノ：マッセリア、マランツァーノの死後ニューヨークマフィアを統一し、アメリカマフィアを近代化させた人物、シチリア系。ジェノヴェーゼ一家の初代ボス。イタリアマフィアのクーポラを設立した。
- フランク・コステロ：ルチアーノの後を継ぎ、二代目ボスとなった。禁酒法時代に密輸で稼ぎ、「暗黒街の首相」と呼ばれた。カラブリア系。
- ヴィト・ジェノヴェーゼ：コステロの後のジェノヴェーゼ一家のボスで三代目。ナポリ系。
- ヴィンセント・ジガンテ：80年代から90年代にかけてのジェノヴェーゼ一家のボス。精神病患者を装いながらファミリーを操っていた人物。
- ジョゼフ・ヴァラキ：初めてマフィアの沈黙の掟を破った事で有名な人物。ジェノヴェーゼ一家に所属。ナポリ系。
- マイヤー・ランスキー：ユダヤ系。ルチアーノと協力してマフィアの近代化に貢献した人物で、マフィアの金庫番。
- ジョー・アドニス：ルチアーノらと共にマフィアの黄金時代を築いた一人。ナポリ系。
- ベンジャミン・シーゲル：ユダヤ系でランスキーの幼なじみ。ラスベガスのフラミンゴホテルの建設責任者。
- トーマス・ルッケーゼ：ルッケーゼ一家の二代目ボス。シチリア系。
- ジョゼフ・プロファチ：禁酒法時代のコロンボ一家（旧プロファチ一家）ボス。シチリア系。
- アルバート・アナスタシア：アナスタシア一家（現ガンビーノ一家）のボス。カラブリア系。マーダー・インクを率いた。
- カルロ・ガンビーノ：アナスタシアが殺害された（下手人及び指示した者は未だ不明で未解決）後、ファミリー名を「ガンビーノ」と改め、ボスとなる。60年代から70年代の五大ファミリーを主導した。シチリア系。
- ポール・カステラーノ：ガンビーノの死後ガンビーノ一家を引き継ぐが、ジョン・ゴッティに暗殺される。シチリア系。
- ジョン・ゴッティ：カステラーノを暗殺しガンビーノ一家を握った。20世紀末のニューヨークマフィアの大物。
- カルロス・マルセロ：アメリカで最も古いファミリーであるニューオーリンズ・マフィアのボス。シチリア系。

### 関係者
- ジュリオ・アンドレオッティ：イタリアの首相
- アミントレ・ファンファーニ：イタリアの大統領
- シルヴィオ・ベルルスコーニ：イタリアの首相
- ヴィットーリオ・エマヌエーレ・オルランド:イタリアの政治家、外交官
- ロベルト・カルヴィ：イタリアの銀行家
- ヴィットーリオ・エマヌエーレ・ディ・サヴォイア:イタリア王国最後の王太子、サヴォイア家家長
- フランク・シナトラ：アメリカアメリカ人の歌手、映画俳優。マフィアのイベントで歌ったとされている。
- トマス・E・デューイ:合衆国検事補、ニューヨーク州特別検察官、ニューヨーク州知事を歴任。1944年および1948年の共和党大統領候補。検事時代にマフィアを追い詰め、後年マフィア傘下の会社顧問を務めた。
- ジョン・F・ケネディ：アメリカ合衆国第35代大統領
- ジョセフ・P・ケネディ・シニア：アメリカの実業家、外交官。禁酒法時代の密輸ギャング。
- ジョン・エドガー・フーヴァー：アメリカのFBI長官。フランク・コステロの賭け仲間。
- ジミー・ホッファ：全米トラックドライバー組合委員長。マフィア傘下のカジノホテルに組合年金を融資。
- フルヘンシオ・バティスタ：キューバの軍人、大統領。アメリカのマフィアにカジノ利権を独占させた。
- マリリン・モンロー：アメリカの女優、ケネディとサム・ジアンカーナと関係があったと言われている
- ジャック・ルビー：ユダヤ系アメリカ人のナイトクラブ経営者。リー・ハーヴェイ・オズワルドの殺害犯として有名。
- サルヴァトーレ・ジュリアーノ：シチリアの山賊。マフィアと協力関係にあった。

### マフィアによって殺害された人物
- ジョヴァンニ・ファルコーネ:イタリアの裁判官
- パオロ・ボルセリーノ:イタリアの治安判事

## 類似組織

### イタリアの犯罪組織
シチリア島の「マフィア」が犯罪結社として有名になったため、コルシカ島のユニオン・コルス（コルシカ・ユニオン）、ナポリの犯罪組織「カモッラ（Camorra）」、カラブリアの犯罪組織「ンドランゲタ（Ndrangheta）」、プッリャの「サークラ・コローナ・ウニータ」、ローマの「シカーリオ」なども報道等では「マフィア」と呼ばれることがあるが、イタリア国内においては区別されている。
組織ではなく闇社会全般を指す語は「ミリュー」である。作家で映画人のジョゼ・ジョヴァンニは「ミリューの事を知らない人間が平気で語っている」と発言した。
イタリア四大マフィア
- ンドランゲタ ：イタリア四大犯罪組織のひとつである。2009年現在におけるイタリアマフィアの最大勢力[28]。
- コーサ・ノストラ：イタリア四大犯罪組織のひとつであり、かつては最大勢力を誇っていたが、現在は幹部の大部分を逮捕され衰退傾向にある。
- カモッラ ：イタリア四大犯罪組織のひとつ。ナポリを中心として根を張っている。
- サークラ・コローナ・ウニータ：イタリア四大犯罪組織のひとつ。約30団体/約1,800人を擁する[29]。

### 「本家」以外の「マフィア」
最近では、アメリカのイタリア系マフィア（コーサ・ノストラ）の他、大規模で組織化された犯罪集団も「○○・マフィア」と呼ぶことが多く、以下に挙げる。

#### ヨーロッパエリア
- ユニオン・コルス（英語版）（フレンチ・コネクション）
- アルバニア・マフィア
- セルビア・マフィア（英語版）
- ブルガリア・マフィア（英語版）
- アイリッシュ・マフィア
- ロシアン・マフィア：ロシアの犯罪組織。
- ウクライナ・マフィア（英語版）：ロシアン・マフィアとの共働きが目立つ
- チェチェン・マフィア（英語版）
- ポーランド・マフィア（Polish mob）：ProszkowやWolominなど。現在は撲滅されたものが多い。
- スロバキア・マフィア（英語版）
- マケドニア・マフィア（英語版）

#### アメリカエリア
- アメリカン・マフィア（英語版）：現在、アメリカ合衆国内において最も活発となっている場所は北東部地域である。
- メキシカン・マフィア
- 麻薬カルテル（コロンビア）：メデジン・カルテルやカリ・カルテルなど。
- ブラジリアン・マフィア
  - コマンド・ヴェルメーリョ（英語版）：ブラジルの犯罪組織の一つ。元々はファランゲ・ヴェルメーリョ（Falange Vermelha）という名で1979年に発足されたが、1980年代初頭に現在の名称へ改めた。
  - プリメイロ・コマンド・ダ・キャピタル（英語版）：ブラジルの犯罪組織の一つ。1993年に発足されたマフィアで、サンパウロの憲兵隊を主な標的としている。また、パラグアイにおける犯罪の主犯ともされている。

#### アジアエリア
- 韓国マフィア：組暴（英語版）（カンペ、カットゥギとも）
- チャイニーズマフィア：黒社会と言われる。
  - 福建マフィア：蛇頭、斧頭、清竜会、少林、羅漢など。
  - 上海マフィア：青幇・紅幇など。
  - 香港マフィア：三合会など。
  - 東北マフィア：怒羅権など。
  - 北京マフィア
- 台湾マフィア：竹聯幇・四海幇・天道盟など。
- ジャパニーズマフィア：暴力団（ヤクザ）。
- フィリピン・マフィア
- ベトナム・マフィア
- タイ・マフィア
- イラン・マフィア
- インド・マフィア（英語版）
- パキスタン・マフィア（英語版）
- トルコ・マフィア（Tamurats）
- イラク・マフィア
- イスラエル・マフィア（英語版）
- アルメニアン・マフィア（英語版）

#### アフリカエリア
- ナイジェリア・マフィア（英語版）
- カドゥナ・マフィア（英語版）

## 関連作品
- ゴッドファーザー(1972): 映画 - マーロン・ブランドほか
- ゴッドファーザー PART II(1974): 映画 - アル・パチーノほか
- バラキ(1972): 映画 - チャールズ・ブロンソンほか
- シシリアン（1969): 映画 - アラン・ドロンほか
- コーサ・ノストラ(1973): 映画 - ジャン・マリア・ボロンテほか。ラッキー・ルチアーノに関する映画。
- アル・カポネ(1959): 映画 - ロッド・スタイガーほか
- グッドフェローズ(1990): 映画 - ロバート・デ・ニーロほか
- 『ペイバック』（原題: Payback）: 映画 - 1999年のアメリカ映画
- ザ・ソプラノズ 哀愁のマフィア: テレビドラマ
- マフィアシリーズ（英語版）: ゲーム - 初代はイリュージョン・ソフトワークス（英語版）が開発。2、3はその後継の2K Czechが開発。